# Communauté de communes des Cévennes au Mont Lozère
Die Communauté de communes des Cévennes au Mont Lozère ist ein französischer Gemeindeverband mit der Rechtsform einer Communauté de communes im Département Lozère in der Region Okzitanien. Sie wurde am 30. November 2016 gegründet und umfasst 19 Gemeinden. Der Verwaltungssitz befindet sich im Ort Le Collet-de-Dèze.

## Historische Entwicklung
Der Gemeindeverband entstand mit Wirkung vom 1. Januar 2017 durch die Fusion der Vorgängerorganisationen
- Communauté de communes des Cévennes au Mont Lozère (vor 2017),
- Communauté de communes de la Cévenne des Hauts Gardons und
- Communauté de communes de la Vallée Longue et du Calbertois en Cévennes.

Trotz der Namensgleichheit mit der Vorgängerorganisation handelt es sich um eine Neugründung mit anderer Rechtspersönlichkeit.

## Mitgliedsgemeinden
| Gemeinde                                           | Einwohner 1. Januar 2022 | Fläche km² | Dichte Einw./km² | Code INSEE | Postleitzahl |
| -------------------------------------------------- | ------------------------ | ---------- | ---------------- | ---------- | ------------ |
| Bassurels                                          | 63                       | 46,34      | 1                | 48020      | 48400        |
| Gabriac                                            | 102                      | 8,44       | 12               | 48067      | 48110        |
| Le Collet-de-Dèze                                  | 678                      | 26,47      | 26               | 48051      | 48160        |
| Le Pompidou                                        | 182                      | 22,80      | 8                | 48115      | 48110        |
| Moissac-Vallée-Française                           | 217                      | 27,05      | 8                | 48097      | 48110        |
| Molezon                                            | 97                       | 14,76      | 7                | 48098      | 48110        |
| Pont de Montvert - Sud Mont Lozère                 | 537                      | 167,34     | 3                | 48116      | 48220        |
| Saint-André-de-Lancize                             | 163                      | 22,78      | 7                | 48136      | 48240        |
| Saint-Étienne-Vallée-Française                     | 494                      | 50,99      | 10               | 48148      | 48330        |
| Saint-Germain-de-Calberte                          | 477                      | 38,60      | 12               | 48155      | 48370        |
| Saint-Hilaire-de-Lavit                             | 101                      | 10,31      | 10               | 48158      | 48160        |
| Saint-Julien-des-Points                            | 119                      | 3,83       | 31               | 48163      | 48160        |
| Saint-Martin-de-Boubaux                            | 194                      | 31,41      | 6                | 48170      | 48160        |
| Saint-Martin-de-Lansuscle                          | 192                      | 18,05      | 11               | 48171      | 48110        |
| Saint-Michel-de-Dèze                               | 227                      | 14,19      | 16               | 48173      | 48160        |
| Saint-Privat-de-Vallongue                          | 248                      | 23,87      | 10               | 48178      | 48240        |
| Sainte-Croix-Vallée-Française                      | 305                      | 18,57      | 16               | 48144      | 48110        |
| Ventalon en Cévennes                               | 258                      | 23,75      | 11               | 48152      | 48160, 48240 |
| Vialas                                             | 447                      | 49,77      | 9                | 48194      | 48220        |
| Communauté de communes des Cévennes au Mont Lozère | 5.101                    | 619,32     | 8                | –          | –            |